# Henric Benzelius
Pour les articles homonymes, voir Benzelius.
Henric Benzelius (né le 7 août 1689 à Strängnäs, mort le 20 mai 1758 à Uppsala) est archevêque d'Uppsala de 1747 à sa mort.

## Biographie
Henric Benzelius appartient à l'importante famille de théologiens Benzelius. Son père Erik Benzelius l'Ancien est évêque de Strängnäs et plus tard archevêque, sa mère Margaretha Odhelia (1653-1693) est une petite-fille de l'archevêque Petrus Kenicius. Trois de leurs enfants seront anoblis du nom de Benzelstierna et occuperont de hautes fonctions laïques, tandis qu'Henric succède à ses frères Erik et Jacob comme archevêque.
Benzelius se marie en 1725 à Emerentia Rudenschöld (1708-1770), la fille de l'évêque Torsten Rudeen (1661-1729).
Après des études à l'université d'Uppsala, Benzelius fait un long voyage d'étude à travers l'Europe de l'Est et le Moyen-Orient de 1712 à 1718. Dans le camp de campagne du roi suédois Charles XII à Bender, il est capturé lors de la bataille de Bender en 1713 et suit le roi au château de Didymotique et à Timurtasch près d'Andrinople. À sa demande, il passe 15 mois à Constantinople à partir d'avril 1714 pour étudier les langues orientales puis voyage dans l'Asie Mineure, à Chypre, la Syrie et la Palestine jusqu'en Égypte. Il va à Paris en passant par Livourne en septembre 1716, où il reste pendant un an et demi à des fins d'études plus poussées. Le voyage de retour l'emmène à Altdorf bei Nürnberg, où il défend une dispute devant Johann Wilhelm Baier fils en 1718, ainsi qu'à Leyde et Utrecht puis Göteborg.
En 1719, Benzelius est prévôt à l'université de Lund et devient professeur associé l'année suivante. En 1728, il devient professeur de langues orientales. En 1732, il est promu professeur de théologie et en 1733, docteur. En 1734, il est recteur de l'université. En tant qu'évêque de Lund de 1740 à 1747, il devient membre du Sveriges ståndsriksdag et est un partisan des Chapeaux jusqu'à sa mort. En 1751-1752 et 1755-1756, il est le porte-parole des pasteurs au Parlement. Il soutient aussi le piétisme. En 1746, il est accepté à l'Académie royale des sciences de Suède.
Après la mort de son frère Jacob, Benzelius est nommé archevêque d'Uppsala en septembre 1747 et est le plus haut dignitaire de l'Église de Suède jusqu'à sa mort.
L'ouvrage Syntagma dissertationum in academia Lundensi habitarum paru en 1745 mis à l’Index librorum prohibitorum en 1753.